# Jean-Baptiste Senderens
Jean-Baptiste Senderens (Barbachen, 27 gennaio 1856 – Barbachen, 26 settembre 1937) è stato un chimico e presbitero francese, noto per essere stato uno dei pionieri della chimica catalitica e co-scopritore della idrogenazione catalitica
, un processo utilizzato commercialmente per produrre margarina.

## Biografia
Jean-Baptiste Senderens nacque il 27 gennaio 1856 a Barbachen, negli Alti Pirenei. Studiò sotto la guida di Édouard Filhol, professore di chimica alla Facoltà di Scienze di Tolosa. Divenne chimico, canonico e Dottore in Scienze e Filosofia. Nel 1881 iniziò a insegnare chimica all'Ecole Supérieure des Sciences dell'Istituto Cattolico di Tolosa e quell'anno pubblicò le sue prime note per i Resoconti dell'Accademia francese delle scienze.
Dopo dieci anni di collaborazione con Filhol, iniziò un'altrettanto lunga collaborazione con Paul Sabatier, successore di Filhol, talmente stretta che era impossibile distinguere il lavoro di ciascuno dei due. Pubblicarono congiuntamente 34 note nei Resoconti dell'Accademia delle Scienze, 11 memorie nel Bulletin de la Société Chimique de France e 2 memorie congiunte per gli Annales de chimie et de physique.
Nel novembre 1899, Mons. Zéphirin Carrière era uno studente presso l'Università Cattolica di Tolosa, dove Senderens insegnava chimica. Carrière ricorda che Senderens aveva un laboratorio con due sezioni, una per la fisica e una per la chimica. Sabatier si fidava di lui per preparare i catalizzatori metallici che venivano impiegati nei loro esperimenti di chimica organica.
Le reazioni di metanazione del COx furono scoperte per la prima volta da Paul Sabatier e Senderens nel 1902. Sabatier e Senderens condividerono il Premio Jecker dell'Accademia delle Scienze nel 1905 per la loro scoperta del Processo Sabatier–Senderens: si tratta di un metodo di sintesi organica che utilizza l'idrogenazione e un catalizzatore di nichel riscaldato. Il processo è utilizzato oggi per convertire oli vegetali insaturi in margarina. Dopo il 1905-1906, Senderens e Sabatier pubblicarono poche opere congiunte. Il lavoro di Senderens e Sabatier portò all'introduzione, intorno al 1907, del processo di idrogenazione per indurire l'olio di balena.
I fratelli Poulenc si interessarono alla ricerca sull'idrogenazione catalitica condotta da Sabatier e Senderens a Tolosa. Nel 1908, Poulenc Frères conferì a Senderens il titolo di Ingegnere e gli chiese di allestire i loro laboratori e l'industria di chimica organica. La produzione avveniva presso l'Università Cattolica di Tolosa con alcuni chimici che lavoravano sotto la direzione di Senderens. Nel 1912, l'Università non poté fornire a Senderens lo spazio per espandere il laboratorio, così Poulenc trasferì le sue attrezzature e il personale a Parigi. Fu installato presso l'azienda Poulenc Frères a Vitry-sur-Seine.
Senderens mantenne il titolo di Direttore dell'École Supérieure des Sciences all'Università Cattolica di Tolosa fino al 1927. Questo permise all'Accademia francese delle scienze di Parigi di considerarlo residente a Tolosa ed eleggerlo come membro corrispondente, titolo altrimenti incompatibile con la sua residenza a Parigi. Fu eletto membro corrispondente nella sezione chimica il 4 dicembre 1922. Nel 1923, Senderens fu nominato Cavaliere della Legion d'onore per i suoi contributi alla produzione di materiali bellici da parte di Poulenc. Fu candidato per tre volte al premio Nobel per la chimica, negli anni 1909, 1928 e 1929, senza mai conseguire il titolo. Senderens morì il 27 settembre 1937 nel suo paese natale di Barbachen, negli Alti Pirenei.
Il Monte Senderens (alto 1315 m) all'estremità meridionale della Georgia del Sud fu così nominato in onore di Senderens dal Comitato britannico per i toponimi antartici.

## Opere
- Édouard Filhol e Jean-Baptiste Senderens, Analyse des nouvelles sources minérales de Bagnères-de-Bigorre, Bagnères-de-Bigorre, L. Péré, 1883,  p. 19. URL consultato il 26 luglio 2017.
- Jean-Baptiste Senderens, Chauffage des vins, procédé de M. Senderens ; conférence faite à l'Institut libre de Toulouse, le 13 mars 1884, Toulouse, E. Privat, 1884.
- Jean-Baptiste Senderens, Quels sont les vrais insecticides contre le phylloxera ? leur emploi et leur valeur économique, Toulouse, impr. de Douladoure-Privat, 1890.
- Jean-Baptiste Senderens, Action du soufre sur les oxydes et les sels en présence de l'eau, Toulouse, J. Fournier, 1892.
- Jean-Baptiste Senderens, Expériences sur le traitement du black-rot dans la Haute-Garonne, in Revue de viticulture, Paris, aux bureaux de la revue, 1897.
- Jean-Baptiste Senderens, Mgr Duilhé de Saint-Projet. Apologie scientifique de la foi chrétienne. Nouvelle édition, entièrement refondue par M. l'abbé J.-B. Senderens, Lettre du pape Léon XIII à l'auteur, à l'occasion de la 1re édition par Pierre Batiffol. Appendice : L'Apologétique et l'Écriture sainte, par l'abbé Maisonneuve., Paris, C. Poussielgue, 1903.
- Jean-Baptiste Senderens, Apologie scientifique de la foi chrétienne, d'après l'ouvrage de Mgr Duilhé de Saint-Projet, entièrement refondu par M. l'abbé J.-B. Senderens,... [Lettre du pape Léon XIII.], Paris, C. Poussielgue, 1908.
- Jean-Baptiste Senderens, Création et évolution, Paris, Bloud et Gay, 1928.
- J. Aboulenc e Jean-Baptiste Senderens, Traité de chimie organique Tome IX Monoacides, éthers-sels, industries des produits acétiques et des produits méthyliques, Paris, Masson, 1939.